# Magyar-középhegység
A Magyar-középhegység a Dunántúli-középhegység és az Északi-középhegység összefoglaló neve. Nem azonos a „magyar középhegységek” fogalommal, mert nincs benne sem a Mecsek, sem az Alpokalja.

## Az elnevezés története
A Magyar Középhegység elnevezést – a Révai nagy lexikona szerint – először  Böckh János alkalmazta a Kisalföldet és az Alföldet elválasztó, orográfiailag kiemelkedő vonulatra: „Magyar Középhegység, hazánk egyik hegyrendszere, amely a Balaton ÉNy.-i partjától húzódik Budapest felé és a Dunától ÉK. felé. Régi röghegység, amely erősen le van kopva, összetöredezve: ez választja el egymástól a nagy és kis Alföldet. A M.[Magyar Középhegység] elnevezés alatt, amely Böckh Jánostól ered, ma különféle hegységeket foglalnak össze s beleveszik az ÉNy.-i Kárpátok vulkánikus zónájának több tagját is, ezektől azonban el kell különíteni.” Az elnevezés tehát ebben az értelemben a Keszthelyi-fennsíkot, a Bakonyt, a Balaton-felvidéket, a Vértest, a Gerecsét, a Budai-hegységet, a Pilist, illetve a Duna-balparti rögöket (pl. a váci Naszály, nézsa-csővári rögök) foglalta magába, s elkülönítették tőle a miocén vulkáni képződményekből álló hegységeket (Börzsöny, Cserhát, Mátra), melyeket az Északnyugati-Kárpátok részének tekintettek. A Magyar Középhegységhez tartozónak vélték a Bükk-vidéket is: „Ez a vulkáni zóna egy idegen darabot, a karsztosodott Borsodi Bükkhegységet is a Kárpátokhoz zárja, pedig ez a M.[Magyar Középhegység] egy darabja...”
Vendl Aladár kötőjelet tett a két tag közé: „Magyar-Középhegység”. Szerinte sem tartozik a középhegységhez a Mecsek, a Villányi-hegység, azonban a Bükk sem.
Ugyanebben a felfogásban említette Vadász Elemér is: „A Nagyalföld és a Kisalföld között morfológiailag a Magyar Középhegység foglal helyet, amelynek csapásában, északkelet felé, a Cserhát dombvidéke, a Mátra- és a Bükkhegység szolgáltatja a Nagyalföld északi peremhegységvonulatát.” A korábbiakhoz hasonlóan Vadász Elemér sem sorolta a Velencei-hegységet a Magyar Középhegységhez.
Fülöp József könyvében a Magyarországot felépítő nagyszerkezeti egységek közül a Rába–Rozsnyói-vonal, illetve a Közép-magyarországi vonal közöttinek Magyar-középhegységi (Pelsoi) nagyszerkezeti egység a neve. Ennek alaphegységi képződményei jelennek meg a Dunántúli-középhegység felszínén, illetve fúrásokban egészen Tura környékéig. Ettől északkeletre már a Borsodi nagyszerkezeti egység található, amelyet a Közép-magyarországi vonal mentén előretolt dinári típusú képződmények alkotnak (pl. Bükk hegység). A szerkezeti egységek jelenleg használt elnevezései ezektől eltérőek: lásd Magyarország földtana.
Balla Zoltán egy 1967-es cikkében úgy tárgyalja a Magyar Középhegységet, hogy az két részből áll: a Dunántúli-középhegységből és az Északi-középhegységből. Ezt a felfogást követi Faller Gusztáv is bányászattörténeti írásában.